# Meet again
"Meet again" (ミート・アゲイン, estilizado como meet again) é o quarto single da banda japonesa de rock Laputa, lançado em 12 de novembro de 1997 pela Toshiba EMI. A canção foi usada como tema de abertura do anime Kindaichi Shōnen no Jikenbo (金田一少年の事件簿), sendo a única música da banda a ser vinculada a um anime. 
Uma versão remixada foi incluída no quarto álbum de estúdio Jakō. Também entrou no álbum de compilação com várias bandas The Original, que reuniu canções importantes da geração dos anos 1990 do movimento visual kei.
A canção de lado-B "With the Wind" (estilizado como "WITH the WIND") era frequentemente tocada como a última música dos shows da banda.

## Desempenho comercial
"Meet again" foi o single mais vendido do Laputa, alcançando a 20° posição na Oricon Singles Chart e permanecendo na parada por três semanas. Vendeu 39,250 cópias enquanto esteve na parada.

## Faixas
Todas as letras escritas por Aki. 
| N.º            | Título                      | Duração |  |
| 1.             | "Meet again"                |         |  |
| 2.             | "With the Wind"             |         |  |
| 3.             | "Meet again" (Instrumental) |         |  |
| Duração total: | Duração total:              | 15:23   |  |

## Ficha técnica
- Aki - vocais
- Kouichi - guitarra
- Junji - baixo
- Tomoi - bateria